# 穐山篤
穐山 篤（あきやま あつし、1927年1月16日 - 2004年4月18日）は、日本の政治家。日本社会党所属の参議院議員（3期）。

## 経歴
山梨県甲府市生まれ。1943年に山梨県立甲府工業学校卒業した。1944年6月に国鉄名古屋鉄道局甲府管理部施設課に入職した。その後、甲府管理部甲府保線区、静岡鉄道管理局南甲府保線区を経て、1969年4月に退職した。その後、同年10月から全日本交通輸労働組合協議会事務局長を4年務めた。そして、1976年8月から国鉄労働組合副執行委員長を1年間務めた。1977年の参院選で日本社会党公認で全国区から立候補して50位で当選し、その後は比例区に転じて通算3期務めた。1994年の政治改革四法の採決では政府案に対して、投票を棄権した。これに伴い、社会党山梨県本部の顧問職を剥奪された。1995年の参院選に立候補せず、政界から引退した。2004年4月18日、死去した。77歳没。